# Platja de Doniños
La platja de Doniños és la principal platja del municipi gallec de Ferrol, a la província de la Corunya, situada a la parròquia de Doniños, als afores de la ciutat de Ferrol. Compta amb la distinció de Bandera blava.
La platja disposa de tots els equipaments, està ben comunicada i té grans aparcaments. Els dos extrems de la platja estan especialment vigilats pels corrents que s'hi produeixen. La platja té una llargària de gairebé 2 km i és coneguda perquè en ella s'hi practiquen habitualment esports com el surf o el bodyboard.
A la vora de la platja trobem la llacuna de Doniños, una pineda i el castro de Lobadiz.

## Galeria d'imatges

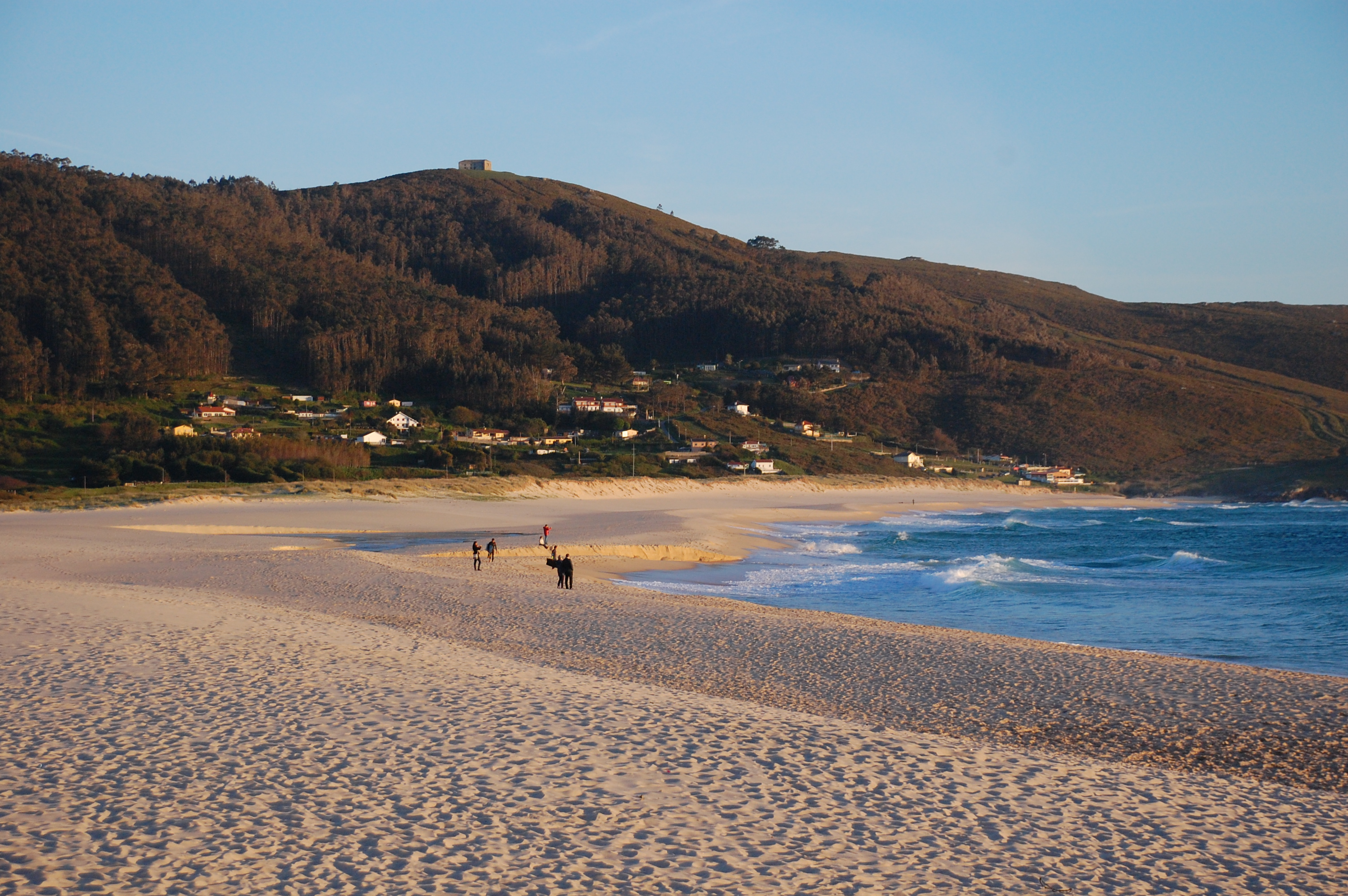
La platja
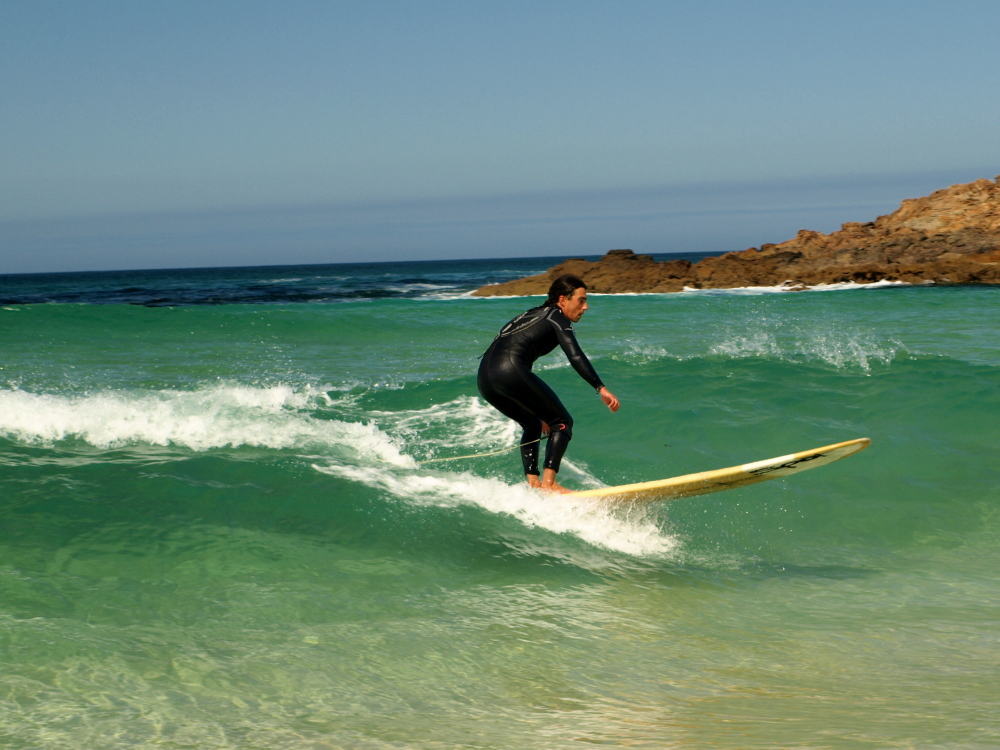
Surf a Doniños.
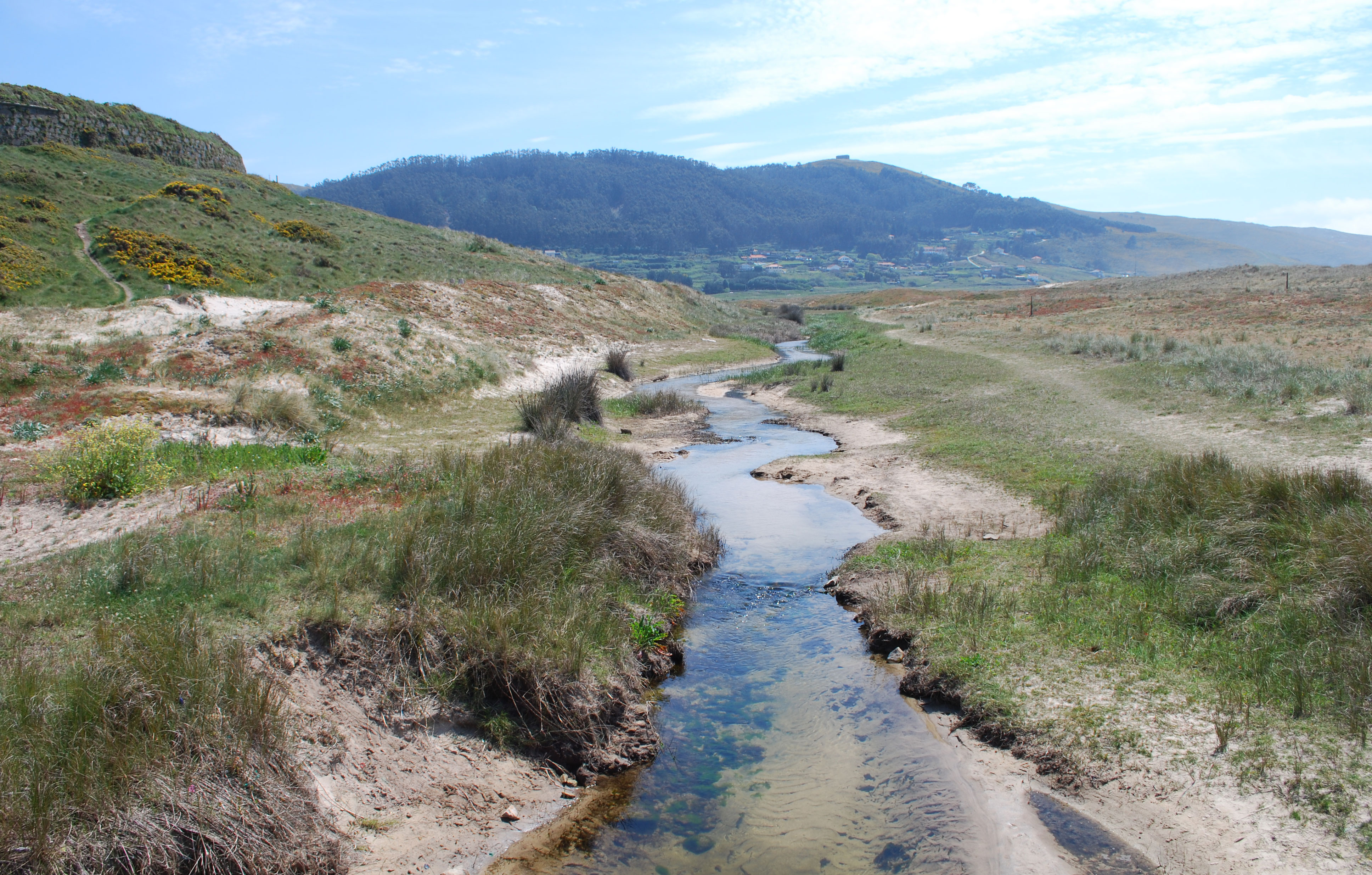
Desembocadura de la llacuna
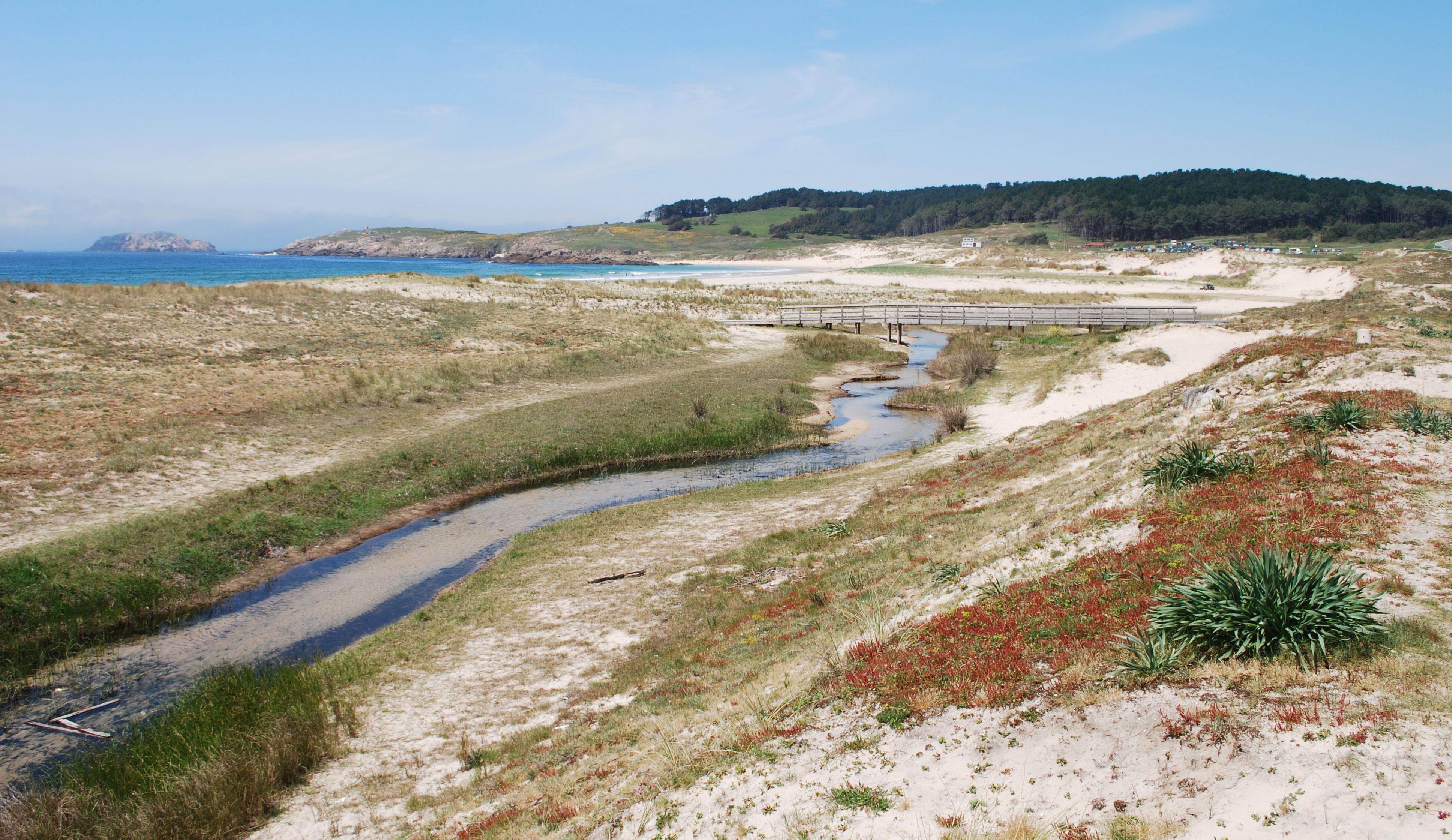